# Comuna Severînivka, Jmerînka
Severînivka (în ucraineană Северинівка) este o comună în raionul Jmerînka, regiunea Vinnița, Ucraina, formată din satele Holubivka și Severînivka (reședința).

## Demografie
Componența lingvistică a satului Severînivka
     Ucraineană (98,11%)
     Rusă (1,54%)
Conform recensământului din 2001, majoritatea populației satului Severînivka era vorbitoare de ucraineană (98,11%), existând în minoritate și vorbitori de rusă (1,54%).